# Фігурне катання на зимових Олімпійських іграх 2022
Змагання з фігурного катання на зимових Олімпійських іграх 2022 в Пекіні проходитимуть з 4 по 20 лютого у Столичному палаці спорту.
В рамках змагань буде розіграно 5 комплектів нагород.

## Кваліфікація
У цілому квота МОК містить 144 олімпійських ліцензій. Допускається розширення квоти за умови, що в командному турнірі в одній зі збірних не буде кваліфікації в одному з індивідуальних видів. Один Національний олімпійський комітет може бути представлений максимально 18 спортсменами (9 чоловіків і 9 жінок). 83 ліцензії (по 24 одиночні, 16 спортивних і 19 танцювальних пар) були розподілені за підсумками чемпіонату світу 2021 року в Стокгольмі, Швеція. Решту ліцензій — на турнірі Nebelhorn Trophy в Оберстдорфі, Німеччина, який пройшов з 22 по 25 вересня 2022 року.

## Розклад
Увесь час (UTC+8).
| Дата      | Час   | Змагання                       |
| --------- | ----- | ------------------------------ |
| 4 лютого  | 9:30  | Командний турнір — КП чоловіки |
| 4 лютого  | 9:30  | Командний турнір — КП жінки    |
| 4 лютого  | 9:30  | Командний турнір — РТ          |
| 6 лютого  | 9:30  | Командний турнір — КП пари     |
| 6 лютого  | 9:30  | Командний турнір — ДП чоловіки |
| 7 лютого  | 10:30 | Командний турнір — ДП пари     |
| 7 лютого  | 10:30 | Командний турнір — ДТ          |
| 7 лютого  | 10:30 | Командний турнір — ДП жінки    |
| 8 лютого  | 9:15  | КП чоловіки                    |
| 10 лютого | 9:30  | ДП чоловіки                    |
| 12 лютого | 19:00 | Ритмічний танець               |
| 14 лютого | 9:15  | Довільний танець               |
| 15 лютого | 18:00 | КП жінки                       |
| 17 лютого | 18:30 | ДП жінки                       |
| 18 лютого | 18:30 | КП пари                        |
| 19 лютого | 19:00 | ДП пари                        |
| 20 лютого | 12:00 | Гала-концерт                   |

КП — коротка програма
ДП — довільна програма
РТ — ритмічний танець
ДТ — довільний танець

## Чемпіони та медалісти

### Таблиця медалей
| Місце               | Країна                     | Золото | Срібло | Бронза | Загалом |
| ------------------- | -------------------------- | ------ | ------ | ------ | ------- |
| 1                   | Олімпійський комітет Росії | 2      | 3      | 1      | 6       |
| 2                   | США                        | 1      | 1      | 1      | 3       |
| 3                   | Китай*                     | 1      | 0      | 0      | 1       |
| 3                   | Франція                    | 1      | 0      | 0      | 1       |
| 5                   | Японія                     | 0      | 1      | 3      | 4       |
| Загалом (5 збірних) | Загалом (5 збірних)        | 5      | 5      | 5      | 15      |

### Змагання
| Дисципліна                | Золото | Золото | Срібло | Срібло | Бронза | Бронза |
| ------------------------- | --- | ------ | --- | ------ | --- | ------ |
| Одиночне катання чоловіки | Натан Чен · США | 332.60 | Юма Каґіяма · Японія | 310.05 | Сьома Уно · Японія | 293.00 |
| Одиночне катання жінки    | Анна Щербакова (ROC) | 255,95 | Олександра Трусова (ROC) | 251,73 | Каорі Сакамото (JPN) | 233,13 |
| Пари                      | Суй Веньцзін/Хань Цун (CHN) | 239,88 | Евгенія Тарасова / Володимир Морозов (ROC)                                                                                                   | 239,25 | Анастасія Мішина / Олександр Галлямов (ROC)                                                                                          | 237,71 |
| Танці на льоду            | Габріелла Пападакіс та Гійом Сізерон (FRA)                                                                                          | 226.98 | Вікторія Сініцина та Микита Кацалапов (ROC)                                                                                                  | 220.51 | Медісон Хаббелл та Закарі Донохью (USA)                                                                                              | 218.02 |
| Командні                  | Олімпійський комітет Росії Марк Кондратюк Каміла Валієва Анастасія Мішина / Олександр Галлямов Вікторія Сініцина / Микита Кацалапов | 74     | США · Натан Чен* · Вінсент Чжоу** · Карен Чен · Алекса Кнірім / Брендон Фрейзер · Медісон Хаббелл/Закарі Донохью* · Медісон Чок/Еван Бейтс** | 65     | Японія · Сьома Уно* · Юма Кагіяма** · Вакаба Хігучі* · Каорі Сакамото** · Ріку Міура / Рюїті Кіхара · Місато Комацубара / Тім Колето | 63     |

*Позначає фігуристів, що виступали тільки в короткій програмі/танці.
**Позначає фігуристів, що виступали тільки в довгій програмі/танці.